# 7435 Sagamihara
7435 Sagamihara este un asteroid din centura principală de asteroizi.

## Descriere
7435 Sagamihara este un asteroid din centura principală de asteroizi. A fost descoperit pe 8 februarie 1994 la Kitami de Kin Endate și Kazuro Watanabe. Asteroidul prezintă o orbită caracterizată de o semiaxă mare de 2,28 ua, o excentricitate de 0,11 și o înclinație de 3,8° în raport cu ecliptica.